# Pronville
Pronville település Franciaországban, Pas-de-Calais megyében. Lakosainak száma 308 fő (2022. január 1.). Pronville Buissy, Doignies, Beaumetz-lès-Cambrai, Inchy-en-Artois és Quéant községekkel határos.

## Népesség
A település népességének változása:
| Lakosok száma | 336  | 328  | 324  | 321  | 321  | 316  | 312  | 308  |
|               | 2013 | 2015 | 2017 | 2018 | 2019 | 2020 | 2021 | 2022 |